# Сперлінга
Сперлінга, Сперлінґа (італ. Sperlinga, сиц. Spillinga) — муніципалітет в Італії, у регіоні Сицилія,  провінція Енна.
Сперлінга розташована на відстані близько 490 км на південь від Рима, 95 км на південний схід від Палермо, 24 км на північ від Енни.
Населення — 819 осіб (2014).
Щорічний фестиваль відбувається 24 червня. Покровитель — святий Іван Хреститель.

## Демографія
Населення за роками:

Станом на 1 січня 2023 року в муніципалітеті офіційно проживало 12 іноземців з 6 країн, серед них 4 громадяни країн Євросоюзу.

## Сусідні муніципалітети
- Ганджі
- Нікозія